# Lil Loaded
Дешон Моріс Робертсон (англ. Dashawn Maurice Robertson, нар. 1 серпня 2000 року, Сан-Бернардіно, Каліфорнія, Сполучені Штати Америки — пом. 31 травня 2021 року, Даллас, Техас, Сполучені Штати Америки), більш відомий як Lil Loaded — американський репер. Прославився завдяки своїй пісні 6locc 6a6y, що завірусилася у 2021 році.

## Біографія
Робертсон народився в Сан-Бернардіно, штат Каліфорнія, й виріс у Далласі, штат Техас. Коли його питали, як йому жилося в Далласі, він відповідав: "Як і скрізь у місті, ти бачиш різні речі, і, напевно, ти ростеш швидше: «Як і скрізь у місті, ти бачиш різні речі, я б сказав, що в Далласі ти дорослішаєш трохи швидше». Виріс з п'ятьма братами і сестрами, і виховувався матір'ю-одиначкою, поки його батько відбував термін у в'язниці. У 2015 році, коли Робертсону було 15 років, вбили його старшого брата, якому на той час було 23 роки. Він був пов'язаний з угрупованням Rollin' 60s Neighborhood Crips.

## Кар'єра
Робертсон почав читати реп наприкінці 2018 року. Його першою піснею стала B.O.S., кавер на пісню YNW Melly Butter Pecan. Його популярність зросла у 2019 році, коли ютубер Томмі Крейз включив його пісню 6locc 6a6y у своєї відео-реакцію, в якому він дивився музичні кліпи на YouTube, що не мали жодного перегляду. 6locc 6a6y отримала золотий сертифікат у травні 2021 року, до того часу вона зібрала понад 28 мільйонів переглядів на YouTube. Пізніше Робертсон випустив Gang Unit, яка до травня 2022 року зібрав понад 59 мільйонів переглядів на YouTube. Він також випустив сингл з чиказьким репером King Von 20 березня 2020 року під назвою Avatar.
Згодом Робертсон підписав контракт з лейблом Epic Records. У 2019 році він випустив мікстейп 6locc 6a6y, а у 2020 році альбоми A Demon in 6lue та Criptape.
31 травня 2022 року команда Робертсона посмертно випустила Cell Tales до першої річниці його смерті.

## Проблеми з законом
25 жовтня 2020 року Робертсон імовірно застрелив свого друга, 18-річного Халіла Вокера, під час зйомок музичного відео. Робертсон добровільно здався поліції 9 листопада 2020 року, після того, як був виданий ордер на його арешт. У лютому 2021 року йому було пред'явлено звинувачення у ненавмисному вбивстві у зв'язку з цим інцидентом. Робертсон стверджував, що інцидент був нещасним випадком.

## Смерть
Робертсон помер, найімовірніше, внаслідок самогубства через вогнепальне поранення в голову, 31 травня 2021 року у віці 20 років. Його знайшла мертвим мати, після чого викликала поліцію. Коли поліція прибула на місце, вони побачили його матір, яка плакала біля будинку, і вона сказала їм, що Робертсон був у будинку з вогнепальним пораненням. Вона стверджувала, що він був засмучений через розставання зі своєю дівчиною минулого вечора.

## Дискографія

### Студійні альбоми
- 2020 — A Demon in 6lue

### Мікстейпи
- 2019 — 6locc 6a6y
- 2020 — Criptape